# Tomba del Gorgoneion
La tomba del Gorgoneion è una tomba etrusca ubicata nella necropoli dei Monterozzi, a Tarquinia.

## Storia
La tomba venne realizzata tra il V e il IV secolo a.C., nel periodo compreso tra il 410 e il 390 a.C.; fu ritrovata, già violata, nel 1960: al suo interno si rinvennero pezzi di ceramica non attribuibili al corredo funerario.

## Descrizione
Situata nella zona della necropoli cosciuta come Calvario, la tomba, identificata anche con il numero 1825, è interamente scava nella rocca. Un dromos a gradini permette l'accesso alla camera funeraria: questa si presenta a pianta quadrata, con banchine sui tre lati e soffitto a spiovente con columen centrale in rilievo; il soffitto, al momento del ritrovamento, presentava solo poche tracce di affreschi.
Nel timpano della parete di fondo è dipinta, tra volute e palmette, appena visibile, una maschera di gorgone, la quale dà il nome alla tomba, con la lingua da fuori; nella parte sottostante invece sono due giovani intenti a discutere, entrambi abbigliati con un mantello corto e recano nella mano sinistra un bastone ricurvo. Le pareti laterali, così come sul resto di quella di fondo, sono affrescati degli alberi e uccelli, sia in volo che posati sui rami.